# فيلي هوارد
فيلي هوارد (بالإنجليزية: Willie Howard)‏ هو لاعب كرة قدم أمريكية أمريكي، ولد في 26 ديسمبر 1977 في ماونتن فيو في الولايات المتحدة.

## وصلات خارجية
- فيلي هوارد على موقع مرجع كرة القدم المحترفة.كوم (الإنجليزية)